# Lista över fornlämningar i Enköpings kommun (Hjälsta)
Lista över fornlämningar i Enköpings kommun (Hjälsta) är en förteckning av ett urval av de fornlämningar som finns i Hjälsta i Enköpings kommun.
| Namn                        | Lämningstyp                 | Tillkomsttid | Historisk indelning | Plats | Läge                 | ID-nr          | Bild                                 |
| --------------------------- | --------------------------- | ------------ | ------------------- | ----- | -------------------- | -------------- | ------------------------------------ |
| Hjälsta 1:1                 | Runristning                 |              | Hjälsta, Uppland    |       | 59.662274, 17.446747 | 10023600010001 | Ladda upp en bild av detta fornminne |
| Hjälsta 2:1                 | Gravfält                    |              | Hjälsta, Uppland    |       | 59.665729, 17.440212 | 10023600020001 | Ladda upp en bild av detta fornminne |
| Hjälsta 3:1                 | Gravfält                    |              | Hjälsta, Uppland    |       | 59.665164, 17.444425 | 10023600030001 | Ladda upp en bild av detta fornminne |
| Hjälsta 4:1                 | Gravfält                    |              | Hjälsta, Uppland    |       | 59.669443, 17.442117 | 10023600040001 | Ladda upp en bild av detta fornminne |
| Hjälsta 5:1                 | Runristning                 |              | Hjälsta, Uppland    |       | 59.669865, 17.441053 | 10023600050001 | Ladda upp en bild av detta fornminne |
| Hjälsta 7:1                 | Gravfält                    |              | Hjälsta, Uppland    |       | 59.671950, 17.440212 | 10023600070001 | Ladda upp en bild av detta fornminne |
| Hjälsta 8:1                 | Stensättning                |              | Hjälsta, Uppland    |       | 59.668415, 17.432125 | 10023600080001 | Ladda upp en bild av detta fornminne |
| Hjälsta 10:1                | Gravfält                    |              | Hjälsta, Uppland    |       | 59.670940, 17.427594 | 10023600100001 | Ladda upp en bild av detta fornminne |
| Hjälsta 11:1                | Stensättning                |              | Hjälsta, Uppland    |       | 59.673981, 17.424675 | 10023600110001 | Ladda upp en bild av detta fornminne |
| Hjälsta 12:1                | Gravfält                    |              | Hjälsta, Uppland    |       | 59.678340, 17.424873 | 10023600120001 | Ladda upp en bild av detta fornminne |
| Hjälsta 15:1                | Stensättning                |              | Hjälsta, Uppland    |       | 59.679108, 17.412693 | 10023600150001 | Ladda upp en bild av detta fornminne |
| Hjälsta 16:1                | Stensättning                |              | Hjälsta, Uppland    |       | 59.685542, 17.414000 | 10023600160001 | Ladda upp en bild av detta fornminne |
| Hjälsta 17:1                | Hög                         |              | Hjälsta, Uppland    |       | 59.685523, 17.414710 | 10023600170001 | Ladda upp en bild av detta fornminne |
| Hjälsta 17:2                | Hög                         |              | Hjälsta, Uppland    |       | 59.685498, 17.414467 | 10023600170002 | Ladda upp en bild av detta fornminne |
| Hjälsta 17:3                | Runristning                 |              | Hjälsta, Uppland    |       | 59.685423, 17.414682 | 10023600170003 | Ladda upp en bild av detta fornminne |
| Hjälsta 20:1                | Gravfält                    |              | Hjälsta, Uppland    |       | 59.680309, 17.413275 | 10023600200001 | Ladda upp en bild av detta fornminne |
| Hjälsta 21:1                | Stensättning                |              | Hjälsta, Uppland    |       | 59.677519, 17.404445 | 10023600210001 | Ladda upp en bild av detta fornminne |
| Hjälsta 22:1                | Hög                         |              | Hjälsta, Uppland    |       | 59.696226, 17.403762 | 10023600220001 | Ladda upp en bild av detta fornminne |
| Hjälsta 25:1                | Gravfält                    |              | Hjälsta, Uppland    |       | 59.684273, 17.401556 | 10023600250001 | Ladda upp en bild av detta fornminne |
| Hjälsta 26:1                | Gravfält                    |              | Hjälsta, Uppland    |       | 59.683579, 17.397414 | 10023600260001 | Ladda upp en bild av detta fornminne |
| Hjälsta 27:1                | Stensättning                |              | Hjälsta, Uppland    |       | 59.680512, 17.400516 | 10023600270001 | Ladda upp en bild av detta fornminne |
| Hjälsta 29:1                | Begravningsplats            |              | Hjälsta, Uppland    |       | 59.684538, 17.382132 | 10023600290001 | Ladda upp en bild av detta fornminne |
| Gamla kyrkan (Hjälsta 29:2) | Kyrka/kapell                |              | Hjälsta, Uppland    |       | 59.684673, 17.382179 | 10023600290002 | Ladda upp en bild av detta fornminne |
| Hjälsta 31:1                | Stensättning                |              | Hjälsta, Uppland    |       | 59.692735, 17.393219 | 10023600310001 | Ladda upp en bild av detta fornminne |
| Hjälsta 31:2                | Stensättning                |              | Hjälsta, Uppland    |       | 59.692698, 17.393400 | 10023600310002 | Ladda upp en bild av detta fornminne |
| Hjälsta 33:1                | Grav markerad av sten/block |              | Hjälsta, Uppland    |       | 59.688654, 17.384625 | 10023600330001 | Ladda upp en bild av detta fornminne |
| Hjälsta 33:2                | Runristning                 |              | Hjälsta, Uppland    |       | 59.688673, 17.384466 | 10023600330002 | Ladda upp en bild av detta fornminne |
| Hjälsta 33:3                | Grav markerad av sten/block |              | Hjälsta, Uppland    |       | 59.688689, 17.384304 | 10023600330003 | Ladda upp en bild av detta fornminne |
| Hjälsta 33:4                | Runristning                 |              | Hjälsta, Uppland    |       | 59.688703, 17.384110 | 10023600330004 | Ladda upp en bild av detta fornminne |
| Hjälsta 33:5                | Grav markerad av sten/block |              | Hjälsta, Uppland    |       | 59.688719, 17.383952 | 10023600330005 | Ladda upp en bild av detta fornminne |
| Hjälsta 36:1                | Gravfält                    |              | Hjälsta, Uppland    |       | 59.694335, 17.386267 | 10023600360001 | Ladda upp en bild av detta fornminne |
| Hjälsta 37:1                | Stensättning                |              | Hjälsta, Uppland    |       | 59.698731, 17.381131 | 10023600370001 | Ladda upp en bild av detta fornminne |
| Hjälsta 37:2                | Stensättning                |              | Hjälsta, Uppland    |       | 59.698889, 17.381301 | 10023600370002 | Ladda upp en bild av detta fornminne |
| Hjälsta 38:1                | Gravfält                    |              | Hjälsta, Uppland    |       | 59.691712, 17.379676 | 10023600380001 | Ladda upp en bild av detta fornminne |
| Hjälsta 39:1                | Gravfält                    |              | Hjälsta, Uppland    |       | 59.693863, 17.376923 | 10023600390001 | Ladda upp en bild av detta fornminne |
| Hjälsta 40:1                | Gravfält                    |              | Hjälsta, Uppland    |       | 59.691007, 17.377888 | 10023600400001 | Ladda upp en bild av detta fornminne |
| Hjälsta 41:1                | Stensättning                |              | Hjälsta, Uppland    |       | 59.691865, 17.372686 | 10023600410001 | Ladda upp en bild av detta fornminne |
| Hjälsta 41:2                | Stensättning                |              | Hjälsta, Uppland    |       | 59.691799, 17.372791 | 10023600410002 | Ladda upp en bild av detta fornminne |
| Hjälsta 41:3                | Stensättning                |              | Hjälsta, Uppland    |       | 59.691725, 17.372881 | 10023600410003 | Ladda upp en bild av detta fornminne |
| Hjälsta 43:1                | Stensättning                |              | Hjälsta, Uppland    |       | 59.691378, 17.374560 | 10023600430001 | Ladda upp en bild av detta fornminne |
| Hjälsta 44:1                | Stensättning                |              | Hjälsta, Uppland    |       | 59.695171, 17.368089 | 10023600440001 | Ladda upp en bild av detta fornminne |
| Hjälsta 46:1                | Stensättning                |              | Hjälsta, Uppland    |       | 59.694620, 17.372937 | 10023600460001 | Ladda upp en bild av detta fornminne |
| Hjälsta 47:1                | Gravfält                    |              | Hjälsta, Uppland    |       | 59.693253, 17.365149 | 10023600470001 | Ladda upp en bild av detta fornminne |
| Hjälsta 49:1                | Gravfält                    |              | Hjälsta, Uppland    |       | 59.698367, 17.337046 | 10023600490001 | Ladda upp en bild av detta fornminne |
| Hjälsta 51:1                | Gravfält                    |              | Hjälsta, Uppland    |       | 59.705163, 17.348212 | 10023600510001 | Ladda upp en bild av detta fornminne |
| Hjälsta 52:1                | Gravfält                    |              | Hjälsta, Uppland    |       | 59.701618, 17.349847 | 10023600520001 | Ladda upp en bild av detta fornminne |
| Hjälsta 53:1                | Hällristning                |              | Hjälsta, Uppland    |       | 59.700698, 17.350204 | 10023600530001 | Ladda upp en bild av detta fornminne |
| Hjälsta 55:1                | Gravfält                    |              | Hjälsta, Uppland    |       | 59.691915, 17.340615 | 10023600550001 | Ladda upp en bild av detta fornminne |
| Hjälsta 56:1                | Grav markerad av sten/block |              | Hjälsta, Uppland    |       | 59.689744, 17.362103 | 10023600560001 | Ladda upp en bild av detta fornminne |
| Hjälsta 58:1                | Gravfält                    |              | Hjälsta, Uppland    |       | 59.689403, 17.384757 | 10023600580001 | Ladda upp en bild av detta fornminne |
| Hjälsta 59:1                | Stensättning                |              | Hjälsta, Uppland    |       | 59.699800, 17.390427 | 10023600590001 | Ladda upp en bild av detta fornminne |
| Hjälsta 62:1                | Hällristning                |              | Hjälsta, Uppland    |       | 59.703486, 17.349795 | 10023600620001 | Ladda upp en bild av detta fornminne |
| Hjälsta 63:1                | Stensättning                |              | Hjälsta, Uppland    |       | 59.665532, 17.453137 | 10023600630001 | Ladda upp en bild av detta fornminne |
| Hjälsta 64:1                | Stensättning                |              | Hjälsta, Uppland    |       | 59.665720, 17.456922 | 10023600640001 | Ladda upp en bild av detta fornminne |
| Hjälsta 68:1                | Stensättning                |              | Hjälsta, Uppland    |       | 59.707812, 17.335869 | 10023600680001 | Ladda upp en bild av detta fornminne |
| Hjälsta 69:1                | Gravfält                    |              | Hjälsta, Uppland    |       | 59.708617, 17.333272 | 10023600690001 | Ladda upp en bild av detta fornminne |
| Hjälsta 71:1                | Stensättning                |              | Hjälsta, Uppland    |       | 59.706227, 17.345818 | 10023600710001 | Ladda upp en bild av detta fornminne |
| Hjälsta 72:1                | Grav markerad av sten/block |              | Hjälsta, Uppland    |       | 59.704171, 17.348160 | 10023600720001 | Ladda upp en bild av detta fornminne |
| Hjälsta 72:2                | Grav markerad av sten/block |              | Hjälsta, Uppland    |       | 59.704621, 17.348341 | 10023600720002 | Ladda upp en bild av detta fornminne |
| Hjälsta 72:3                | Grav markerad av sten/block |              | Hjälsta, Uppland    |       | 59.704326, 17.348837 | 10023600720003 | Ladda upp en bild av detta fornminne |
| Hjälsta 72:4                | Grav markerad av sten/block |              | Hjälsta, Uppland    |       | 59.704331, 17.348951 | 10023600720004 | Ladda upp en bild av detta fornminne |
| Hjälsta 72:5                | Grav markerad av sten/block |              | Hjälsta, Uppland    |       | 59.704519, 17.348884 | 10023600720005 | Ladda upp en bild av detta fornminne |
| Hjälsta 77:1                | Stensättning                |              | Hjälsta, Uppland    |       | 59.691358, 17.381830 | 10023600770001 | Ladda upp en bild av detta fornminne |